# NGC 2330
NGC 2330 في الفهرس العام الجديد، هي مجرة، تقع في كوكبة الوشق. اكتشفت في 2 يناير 1851 بواسطة ويليام بارسونز.

## روابط خارجية
- NGC 2330 على موقع ويكي سكاي: DSS2, SDSS, GALEX, IRAS, Hydrogen α, X-Ray, Astrophoto, Sky Map, Articles and images